# Γ‑萜品烯
γ‑萜品烯（英語：γ‑terpinene）是一种有机化合物，化学式C10H16，可见于穗花牡荆、丁香罗勒、羅勒等物种。